# Adelsö
Adelsö è un'isola al centro del lago Mälaren in Svezia. Un centro amministrativo dell'insediamento vichingo di Birka era situato ad Hovgården nell'isola di Adelsö.

## Geografia fisica
Sull'isola di Adelsö sono presenti colline rocciose ricoperte di pini e creste formate da morene disseminate di campi e alberi decidui, soprattutto querce. La cima più alta ad Adelsö è il monte Kunsta, alto 53.2 metri sul livello del mare. Sulla parte superiore del Kunsta sorge una torre belvedere che offre una vista stupenda del lago Mälaren.

## Storia
La storia di Adelsö inizia nell'età della pietra. Adelsö è una piccola isola emersa dal mare alla fine dell'era glaciale.
Pesca, caccia di uccelli e di foche furono le prime attività praticate dagli abitanti. Sono state ritrovate tombe sia della prima età della pietra sia di quella più tarda; altri siti di sepoltura sono risalenti all'età del ferro, mentre la maggior parte risale all'età vichinga. Ci sono due roccaforti (fornborgar) a Adelsö; uno di questi, situato a Skansberget vicino a Stenby, è ben conservato.
Adelsö, chiamata precedentemente Alsnö o Alsnu, riflette l'importanza dell'area durante l'Età vichinga. La casa del Re (Kungsgården) era a Hovgården e il monarca regnava anche sulla città di Birka. C'è anche un altro sito chiamato Kungshögarna a Hovgården. Kungs significa "re" o "nobile", mente högarna, dal parola norrena haugr, significa "tumolo".
Alla fine del XII secolo, fu costruita una chiesa cristiana a Hovgården. Il figlio di Birger Jarl costruì l'Alsnö hus, un castello dove Magnus III di Svezia nel 1279 costituì l'Incontro di Alsnö. All'incontro venne emanata l'Ordinanza di Alsnö, che introdusse privilegi per la nobiltà svedese.
Durante il Medioevo, ad Alsnö ci fu la residenza estiva di re e governatori, ma successivamente andò in rovina. Quello che rimane del castello e di alcune tombe vicino a Hovgården fu rinvenuto durante uno scavo archeologico condotto tra il 1916 e il 1926.

## Società

### Evoluzione demografica
Ad Adelsö vivono circa 700 residenti permanenti, un numero stabile anche nei secoli passati. La maggior parte dei lavoratori sono pendolari che gravitano su Stoccolma, ma ci sono anche contadini e pescatori. Durante i mesi estivi, l'isola è una destinazione popolare tra i turisti.